# Adelaide Lightning
Le Adelaide Lightning sono una società cestistica avente sede a Adelaide, in Australia. Fondate nel 1993, giocano nella WNBL.
Disputano le partite interne alla Adelaide Arena.